# Episodi di Relic Hunter (seconda stagione)
La seconda stagione della serie Relic Hunter è stata trasmessa per la prima volta negli USA dal 18 settembre 2000 al 21 maggio 2001.
| nº | Titolo originale        | Titolo italiano            | Prima TV USA      | Prima TV Italia   |
| -- | ----------------------- | -------------------------- | ----------------- | ----------------- |
| 1  | The Put Back            | La maledizione             | 23 settembre 2000 | 3 settembre 2001  |
| 2  | Dagger of Death         | Il pugnale                 | 30 settembre 2000 | 10 settembre 2001 |
| 3  | Last of the Mochicas    | L'ultimo dei Mochica       | 7 ottobre 2000    | 10 settembre 2001 |
| 4  | The Legend of the Lost  | Il popolo perduto          | 14 ottobre 2000   | 3 settembre 2001  |
| 5  | Fertile Ground          | L'idolo della fertilità    | 21 ottobre 2000   | 22 ottobre 2001   |
| 6  | Gypsy Jigsaw            | Il re zingaro              | 28 ottobre 2000   | 23 ottobre 2001   |
| 7  | Three Rivers to Cross   | La valle dei tre fiumi     | 4 novembre 2000   | 24 ottobre 2001   |
| 8  | Roman Holiday           | Vacanze romane             | 11 novembre 2000  | 25 ottobre 2001   |
| 9  | Cross of Voodoo         | La croce di Utu            | 18 novembre 2000  | 26 ottobre 2001   |
| 10 | Lost Contact            | Ultimo contatto            | 25 novembre 2000  | 29 ottobre 2001   |
| 11 | The Real Thing          | La vendetta del faraone    | 13 gennaio 2001   | 30 ottobre 2001   |
| 12 | M.I.A.                  | La vendetta                | 20 gennaio 2001   | 31 ottobre 2001   |
| 13 | Out of the Past         | Ricordi pericolosi         | 3 febbraio 2001   | 1º novembre 2001  |
| 14 | Eyes of Toklamanee      | Gli occhi di Toklamanee    | 10 febbraio 2001  | 2 novembre 2001   |
| 15 | Run Sydney Run          | Sfida mortale              | 17 febbraio 2001  | 5 novembre 2001   |
| 16 | French Connection       | La profezia di Nostradamus | 24 febbraio 2001  | 6 novembre 2001   |
| 17 | Don't Go Into the Woods | Il lupo mannaro            | 16 aprile 2001    | 7 novembre 2001   |
| 18 | Midnight Flight         | Volo di mezzanotte         | 23 aprile 2001    | 8 novembre 2001   |
| 19 | The Executioner's Mask  | La maschera di ferro       | 30 aprile 2001    | 9 novembre 2001   |
| 20 | The Royal Ring          | L'anello reale             | 7 maggio 2001     | 12 novembre 2001  |
| 21 | Set in Stone            | La pietra del male         | 14 maggio 2001    | 13 novembre 2001  |
| 22 | Deadline                | La croce della torre       | 21 maggio 2001    | 14 novembre 2001  |

## La maledizione
- Titolo originale: The Put Back
- Diretto da: Ian Toynton
- Scritto da: Jeff King
- Altri interpreti: Blu Mankuma (Abdulla), Paul Essiembre (Ross Crawford/giovane), Neil Dainard (Ross Crawford/vecchio), George Seremba (sciamano), Phillip Jarrett (capitano della milizia), Arnold Pinnock (venditore di souvenir), Alex Brown (Fritz), Rick Sood (mercante sudanese), Karl Campbell (guardia della milizia)

### Trama
Sydney e Nigel sono chiamati da un Ross Crawford, un vecchio amico di Sydney, che dopo aver rubato l'idolo di Woot, il dio della prosperità ha iniziato a invecchiare fino a dimostrare sessant'anni; li prega quindi di riportare la statuetta in Africa nel tentativo di spezzare la maledizione prima che sia tardi. Vestiti da missionari, cercano e trovano il loro contatto Fritz morto, ma un suo amico (Abdulla) li salva dalla milizia e li conduce al Tempio. Qui cercano di rimettere l'idolo a posto, ma Abdulla, che si rivela essere lui il vero assassino di Fritz lo vuole per sé. Nigel gli dà l'idolo, ma si rivela un falso. E dopo aver scoperto che era una copia di gesso, Abdulla conduce i militari nel Tempio, ma finiscono in una trappola e muoiono schiacciati. Intanto la cerimonia per la prosperità inizia e Sydney fa appena in tempo a rimettere l'idolo a posto. Ross, tornato di nuovo giovane sotto gli occhi sbigottiti di Claudia, regala una pistola a balestra a Sydney, che d'ora in poi l'accompagnerà nelle sue prossime avventure.

## Il pugnale
- Titolo originale: Dagger of Death
- Diretto da: Ian Toynton
- Scritto da: Jurgen Wolff
- Altri interpreti: Elias Zarou (Edward Patel), Martin Doyle (dr. Frederick Terrace), Robert Joy (Dr. Flaubert), Suresh John (Aneesh il ladro), Graham Harley (Willoughby), Wayne Robson (Waxman), Nicola Kelly (Shiraz), Conrad Bergschneider (secondino), Sugith Varughese (Gupta), Sean Hakim (iniziato), Earl Nanhu (leader con veste), Benjamin Rouse (guardia della sicurezza)

### Trama
Sydney e Nigel vanno a trovare in prigione il dottor Terrace, che ha pugnalato a morte la sua segretaria con un pugnale che sembrerebbe avere il potere di soggiogare una persona inducendola a uccidere, ma che si neutralizza rimettendolo nel suo fodero. Trovato il pugnale nascosto in un libro, grazie a degli indizi lasciati da Terrace, i due volano a Calcutta e scopriranno, su indicazioni di Waxman (colui che ha dato il pugnale a Terrace) poi ucciso, che dietro quest'arma si nasconde una setta che venera la dea Kālī guidata da Patel che vuole il pugnale. Dopo che Patel ha saputo che il pugnale potrebbe trovarsi all'università di Sydney manda uno dei fanatici di Kalì a recuperarlo di notte e Claudia che era rimasta lì fino a tardi rimane aggredita dal criminale dopo che lo aveva sorpreso a rovistare nell'ufficio di Sydney, ma contro ogni previsione la ragazza riesce a reagire prendendo a randellate il fanatico e a metterlo in fuga. Allora Sydney e Nigel prendendo un treno rubano i documenti di un esperto i demolizioni e si introducono nel campo dove una squadra sta cercando di trovare il tempio. I due durante una cena con il capo cantiere vengono introdotti a Edward Patel, che è in realtà il capo della setta, ma Sydney non fidandosi di lui, avendo anche visto degli uomini aggirarsi lì vicino in modo sospetto, lo segue con Nigel e i due si intrufolano tra quei seguaci della sette per fermare l'uccisione dell'assistente di Waxman, sotto forma di sacrificio, e riprendersi il fodero. Liberata la donna i due vengono scoperti riescono a far saltare in aria con la dinamica l'ingresso del tempio, ma durante la fuga Nigel raccoglie il pugnale senza il fodero e cade temporaneamente sotto il suo influsso. Grazie alle doti di combattimento di Sydney viene liberato dalla sua influenza e con il recupero del pugnale, consegnato al museo indiano, viene provata l'innocenza del dottor Terrace.

## L'ultimo dei Mochica
- Titolo originale: Last of the Mochicas
- Diretto da: John Bell
- Scritto da: Ron Levinson
- Altri interpreti: Christopher Lee Clements (capitano/pilota), Richard Eden (Jacob Strom), Colin Fox (Hans Lubeck), Michael A. Miranda (Captain Sanz), Ray Paisley (copilota), Markus Parilo (luogotenente Hilgado), Jody Racicot (Tobar), Duke Redbird (gran sacerdote), Nancy Anne Sakovich (Cate Hemphill/Smith), Christopher Shyer (Jason Clark), Juan Carlos Velis (Voz)

### Trama
Sydney e Nigel sono in Sud America per recuperare un vaso cilindrico che serviva alle cerimonie dei Mochica, ma Strom, che lo vuole vendere ad un collezionista, li costringe alla fuga. Arrivati in un piccolo aeroporto, il capitano, pilota di un velivolo, non garantisce la sicurezza del suo volo, ma uno dei passeggeri, Tobar, paga per partire subito. Sydney, Nigel, Cate (cui hanno dato un passaggio, poi si rivelerà un'agente dell'interpol) e l'antropologo Lubeck si uniscono a loro, ma uno dei complici si Strom spara all'aereo che finisce nella foresta, inoltre si trovano su un territorio di guerra tra soldati mercenari e i Mochita. Il gruppo prova ad incamminarsi a nord-ovest, ma, mentre Sydney e il pilota tornano a prendere attrezzi per far partire un camion, gli altri vengono catturati da un commando militare di mercenari che cercava Tobar per averti imbrogliato sulla vendita di armi, e di cui Sydney e il capitano trova nel corpo mozzato dei cacciatori di teste. Raggiunto l'accampamento riesco a salvare Nigel e Cate, ma il professore muore nella fuga, e a riprendere il vaso, ma il pilota si rivela essere un complice di Strom e muore ucciso dai Mochita. Nigel apre il vaso e, mentre i militari muoiono, il grande spirito si impossessa di uno dei Mochica, da cui sono costretti a scappare per salvarsi. Al ritorno Sydney e Nigel pubblicano il manoscritto del defunto professor Lubeck affinché le sue ricerche possono far desistere i mercenari dal distruggere ciò che resta dei Mochica.

## Il popolo perduto
- Titolo originale: The Legend of the Lost
- Diretto da: John Bell
- Scritto da: Leonard Dick
- Altri interpreti: Louis Mandylor (Derek Lloyd), Jeff Wincott (Jonathan Quelch), Demore Barnes (Mudo), Martin Villafana (uomo corpulento), Tanya Rich (impiegato), Philip Akin (mr. Badur), Conrad Coates (uomo del posto misterioso), Troy Seivwright-Adams (giovane nativo primitivo), Lyriq Bent (guardia gallese n. 2), Malcolm Xerxes (guerriero kai nomata), Troy Liddell (danzatore tribale), Juan Carlos Velis (Voz)

### Trama
Uscendo dall'università Nigel viene inseguito da un'auto che in seguito ad una caduta in bici lo preleva. Il giorno dopo Sydney riceve una chiamata dalla Nuova Guinea, chi ha prelevato Nigel è Derek Lloyd un agente dell'USG, vecchia conoscenza di Sydney, che vuole la sua "collaborazione" e le ha lasciato una foto in un cassetto che riguarda una tribù che pare non estinta: i kay nomata, che si dice fosse estinta da 1000 anni, ma sembra essere sopravvissuta è rimasta incontaminata del mondo moderno. All'arrivo, un messo politico corpulento del Ministero degli Interni viene ucciso prima di parlare con Sydney; il trio viene ricevuto dal signor Badur, che non approva la spedizione, ma consente solo per la presenza di Sydney. Il trio verrà accompagnato ai limiti della foresta per vedere se la tribù esiste veramente e filmarla per documentarne l'esistenza, ma senza interferire. Sydney, Nigel e Lloyd vano alla ricerca dei kai nomata, con un rappresentante del governo, Tim Ohara (l'uomo che ho ucciso il messo politico). Senza la pista di atterraggio il gruppo è costretto a paracadutatisi in zona per poi accamparsi; durante la notte Tim cerca di uccidere Lloyd. Ma Sydney e Lloyd prevedendolo gli hanno tolto le pallottole della pistola; scoperto, Ohara scappa, ma muore in una trappola dei kay nomata - esaminando la sua borsa trovano del materiale di cui non ne capiscono il senso: batterie, CD, luci stroboscopiche ecc... -. Arrivati nei pressi di una vecchia miniera Nigel scatta alcune foto ma Derek prende un fucile (questa era la sua missione) per uccidere il re dei kai nomata che risulta essere Jonathan Quelch, un agente dell'USG americano scomparso che ha scoperto il villaggio kay nomata e preso il posto del re, con la tecnologia (questo spiega le cose che Tim aveva nella borsa). Lloyd aveva ricevuto l'ordine di trovarlo e riportarlo indietro, ma purtroppo vengono scoperti e imprigionati insieme a Mudo, un guerriero kai nomata, che li aiuta a scappare dalla prigione. Mudo affronta Quelch in un vero scontro kay nomata e dopo averlo sconfitto viene nominato nuovo re della tribù.

## L'idolo della fertilità
- Titolo originale: Fertile Ground
- Diretto da: Terry Ingram
- Scritto da: M.A. Lovretta
- Altri interpreti: Steven Bauer (Tony), Miguel Fernandes (Sean Dryer), Lisa Langlois (Monica), Steven McCarthy (Eman), Richard Yearwood (Jor), Jack Wetherall (Fletcher), Roger Montgomery (barista), Lara Daans (Trisha), Teza Lwin (giovane nativo), Ken Smith (barista)

### Trama
Durante una riunione degli ex alunni a tema hawaiana Tony, un vecchio compagno di classe e fidanzato del liceo di Sydney, coinvolge la professoressa nella ricerca di Tiki Lono, l'idolo della fertilità, trafugata dal capitano James Cook nel 1779 alla gente di Tony. Seguendo gli indizi trovati da Tony, Sydney si dirige in Madagascar e lì si fa raggiungere da Nigel per iniziare le ricerche. Fletcher, un proprietario di bar, li indirizza da Eman e Jor due strambi fratelli che li portano a Megar Pick, mentre Nigel che era rimasto ferito in una colluttazione rimane al bar, ma c'è anche qualcun altro che li segue, Sean Dryer, un cacciatore di reliquie senza scrupoli inizialmente assoldato da Tony, ma che ha pensato bene di far credere a Tony che l'articolo da lui trovato fosse falso per poter cercare l'idolo e rivenderlo. Trovate le tombe dei 5 ammutinati di Cook, Sydney non hai capisce che è una delle cinque e falsa, e controllando una delle tombe constatano che è vuota e nasconde un doppiofondo con un'entrata segreta che porta a dov'è nascosto l'idolo. Il gruppo trova la statua, ma Eman e Jor li tradiscono chiudendoli dentro, per poi fuggire con l'idolo, sfortunatamente per loro moriranno per mano di Dryer, sopravvissuto alla caduta del precipizio. Liberatisi, Sydney e Tony raggiungono Nigel e fermano Dryer prima che possa scappare, riportando l'idolo al suo posto.

## Il re zingaro
- Titolo originale: Gypsy Jigsaw
- Diretto da: Larry A. McLean
- Scritto da: Becky Southwell (scrittore)
- Altri interpreti: Noam Jenkins (Adrian), Roman Podhora (von Turgo), Inga Cadranel (Nadia), Nicholas Kilbertus (Emil), Ker Wells (Garrett Burke), Len Doncheff (tassista), Mila Kanev (indovina), Sam Malkin (Aged Caretaker), Ned Vukovic (Ion), Michael Fletcher (re Lazlo), Barna Moricz (Lazlo giovane)

### Trama
Sydney riceve una chiamata da Bucarest da perte di Garrett Burke per chiederle aiuto perché inseguito da un tale detto "l'avvoltoio" (un cacciatore che attacca i cercatori, li uccide e si impossessa di reliquie trovati da loro inoltre nessuno conosce il suo aspetto), ma prima di finire ucciso le dice di averle spedito una reliquia. Il pacco in questione contiene un antico mazzo di tarocchi, mancante di una carta: la ruota della fortuna. Vista la conoscenza di Claudia dei tarocchi (cosa che sbalordisce Sydney e Nigel), questa accompagna Sydney e Nigel in Romania. Decisi a scoprire cos'è accaduto le loro indagini li portano in una libreria gestita da una certa Nadia, e sembra che Garret stesse cercando informazioni sulla corona dei rei dei rom, tuttavia "l'avvoltoio" li sta seguendo e aggredisce Sydney per avere la carte, ma quest'ultima lo mette in fuga. Intanto Claudia scopre che sul retro dei tarocchi, appare una mappa che li conduce da un gruppo di rom, capeggiati da Emil dove Claudia si invaghisce di un giovane di nome Adrian che si offre di accompagnarli al castello di Laslo. Nonostante le superstizioni dei rom, e l'avvoltoio che li segue, il gruppo trova la carta mancante attaccata ad un dipinto che con il resto del mazzo conduce all'ubicazione della corona dei Laslo: in un cimitero a Bucarest ora trasformato in un collegio. L'avvoltoio si presenta e li attacca, ma Sydney e Adrian lavorando insieme riescono a eliminarlo, ma a sorpresa scoprono che Nadia è in realtà l'avvoltoio, mentre l'altro uomo era un suo rivale; anch'ella è alla ricerca della corona. Sconfitto l'avvoltoio la corona dei rom viene reclamata dal legittimo re degli zingari.

## La valle dei tre fiumi
- Titolo originale: Three Rivers to Cross
- Diretto da: Terry Ingram
- Scritto da: Jeff King
- Altri interpreti: Fred Dryer (Randall Fox), Steven Vincent Leigh (Li Feng), Jennifer Hill (Jenny), Frank Crudele (Fetters), Tony Ning (luogotenente), Albert Chung (monaco), Dennis Akayama (Colonnello Chang), David Sparrow (grande texano), Ola Sturik (giornalista televisivo), Henry Chan (monaco anziano)

### Trama
Chiamata dal padre Randall, Sydney e Nigel volano a Hong Kong per cercare la statua dell'Imperatrice di Giada, una statua scomparsa di 700 anni, prima che la costruzione di una nuova diga, nella valle dei tre fiumi, distrugga tutto, nonostante l'affermazione dei monaci secondo cui la statua è ancora nascosta nella valle. Li Feng, il costruttore della diga per motivi politici (tra i quali un posto al ministro della cultura cinese) che ha studiato gli antichi scritti e il maṇḍala di giada su cui è rappresentato un dragone e i segni dello zodiaco cinese ha dichiarato l'inesistenza della statua, ma Sydney non intende lasciar perdere e lei suo padre è nato e hanno soltanto tre giorni prima che la diga venga aperta e la valle sia completamente inondata. Grazie al contatto di suo padre Randall incontrano l'antiquario Fetters, che solo per la presenza e la reputazione di Sydney accetta di mostrare loro il mandala; ma questi li convoca nel suo alloggio, ma viene ucciso dai due misteriosi individui, introdottisi nella sua camera per rubare il maṇḍala, che fortunatamente riescono a impedirgli di rubare. Analizzando l'oggetto scoprono che grazie un meccanismo nascosto al suo interno vi è nascosta una mappa che indica la valle dei tre fiumi con un quarto fiume indicato da un dragone, e usando la tecnologia per ricostruire la valle com'era originariamente riescono a trovare l'ubicazione della statua. Randall informa Li Feng della scoperta nella speranza che gli dia il permesso di cercare la statua, ma Li Feng (che aveva mandato lui gli uomini avvertito da Fetters) decide di fermarli personalmente. Mentre i riluttanti monaci sono costretti ad abbandonare la valle, Sydney, Nigel, Randall e Jenny, giovane fidanzata di Randall, vanno sul posto per fermare i lavori e trovare la statua nonostante l'intromissione di Li Feng e del Colonnello Chang, che nonostante non provi simpatia per Li Feng non può non eseguire gli ordini. Seguendo gli indizi sul quarto fiume riescono a trovare il luogo dove nascosta la statua, ma Li Feng arriva per ucciderli; tuttavia una forza mistica lo trascina nella pozza d'acqua facendolo scomparire.

## Vacanze romane
- Titolo originale: Roman Holiday
- Diretto da: Milan Cheylov
- Scritto da: Jurgen Wolff
- Altri interpreti: Jason Cadieux (Gianni Piacci), Alex Karzis (Johnny Piaccia), Michael Caruana (Nico), Jan Filips (conte Onofore), William Pappas (decano Wormer), Ari Cohen (Roger Penrose), Paul Rapovski (Judicas), Allegra Fulton (impiegata dell'aeroporto), Guy Sanvido (alchimista), Domenico Fiore (Giulio Cesare), Plato Fountidakis (leader)

### Trama
Nel 44 A.C., Giulio Cesare si fa costruire da un alchimista un'armatura che nessun essere vivente può distruggere, anche se Cesare muore poco prima di poterla indossare. 
Mentre Sydney e Nigel sono in missione in Tunisia, il professor Roger Penrose si presenta all'università e chiama Sydney tramite Claudia per informarla che ha trovato il modo decifrare gli scritti dell'alchimista secondo cui l'armatura sarebbe sepolta da qualche parte nella catacombe romane; non potendo seguire la cosa autorizza Claudia a dare a Roger le pergamene. Claudia, che è rimasta affascinata da Roger decidere di seguirlo a Roma per consegnarli l'altra metà delle pergamene (che Sydney si era dimenticata che aveva mandato a fare analizzare), ma in aeroporto nota che il tubo contenente le pergamene è in mano a qualcun altro, cerca di avvisare il Sydney, ma non ci riesce. Arrivata a Roma adocchia Gianni, l'uomo che ha il tubo con le pergamene che ha la custodia che dovrebbe avere il suo amico. Lo segue fin nel suo appartamento, ma lui la droga e mentre è priva di sensi si tradurre il manoscritto dal timido Nico, che ignora che il professor Penrose sia morto. Sydney e Nigel, tornati vengono a sapere che Claudia è sparita inoltre la polizia la sto cercando perché è sospettato dell'omicidio del professor Penrose. Preoccupati si recano a Roma da Vittorio, un amico riproduttore di oggetti antichi e un esperto del mercato dell'antiquariato, che li indirizza ad una festa del Conte Onofrio, un grande collezionista delle opere legate a Giulio Cesare, a tema antica Roma durante l'Idi di marzo. Alla festa Sydney e Nigel vedono Gianni che parla col conte, e origliando la loro conversazione insieme alle informazioni in possesso di Nico sanno dove andare. Intanto Claudia rinviene, anche se ancora stordita, così Gianni la rinchiude dentro una tomba nelle catacombe per evitare problemi. Tutti e tre arrivano nelle catacombe, ma Gianni ha trovato l'armatura per primo, tuttavia verrà ucciso dopo un combattimento con Sydney perché finirà ad uno scheletro alla parete che impugnando una lancia lo trafiggerà. Infatti nessun vivente può distruggere l'armatura, ma un morto può farlo. Claudia intanto si risveglia e spaventata inizia a urlare, sentendo le urla, Nigel e Sydney la ritrovano. Con il ritrovamento dell'armatura Claudia viene scagionata e il reparto viene consegnato al museo di storia romana.

## La croce di Utu
- Titolo originale: Cross of Voodoo
- Diretto da: George Mendeluk
- Scritto da: Charles Heit (scrittore)
- Altri interpreti: Megan Fahlenbock (Kelly), Cameron Graham (Matt), John Novak, Nigel Bennett (prof. Alaine Richarde), Andrew Gillies (Auguste Devereaux), Peter Mensah (stregone), Bruce McFee (padrone di casa cajun), Matt Scarborough (fattorino), Henry Gomez (prete vudù)

### Trama
Ad Haiti nel tardo 18º secolo uno stregone usa la croce di Utu, un potente strumento voodoo, per liberare un uomo da un incantesimo che lo aveva reso uno zombie. 
Due studenti di Sydney, Matt e Kelly, scompaiono senza dare più loro notizie. Sydney e Nigel allora vanno a New Orleans, luogo in cui i due ragazzi erano andati per svolgere delle ricerche, par parlare con il prof. Alaine Richarde, a cui i ragazzi si erano rivolti. Trovano all'appartamento che avevano preso in affitto completamente ricoperto di amuleti e talismani voodoo, tra cui anche una telecamera. Tornati in albergo lo trovano sottosopra per poi sorprendere un uomo che riesce a scappare, ma che ha preso la spazzola di Sydney con i suoi capelli. Analizzando il video scoprono che Matt e Kelly erano vicino a rintracciare la croce di Utu, scomparsa da cento anni, ma a differenza di Matt, Kelly sembra essere spaventata dal sacerdote voodoo che dicevano di aver incontrato. I due vanno a Duval nella chiesa dov'è stato girato il video, certi che li possa condurre a una serra che adora Uto. La città appare molto ostile nei loro confronti, ma un uomo misterioso dà loro luogo e ora in cui andare per poi sparire. Sydney e Nigel raggiungono il luogo dell'incontro dove trovano Matt e Kelly che li aggrediscono, ma vengono salvati dallo stesso uomo che hanno incontrato. Questi li informa che i due allievi sono stati soggiogati da Auguste Devereaux, il bokor (lo stesso uomo che ha fatto rubare da uno dei suoi seguaci la spazzola con i capelli di Sydney e vice della setta) e che per salvarli devono trovare annullare il potere della croce, rubata e nascosta dagli antenati di Devereaux, grazie a dei talismani la cui ubicazione è nella metà di una tavoletta che i due ragazzi avevano mandato in università prima di essere catturati, mentre l'altra è in mano loro. Sydney si fa spedire da Claudia la tavoletta che è stata riprodotta su carta tramite mail e unite le due metà trovano i talismani poi lo stregone spiega loro come liberare Matt e Kelly dall'incantesimo per poi tornare alla capanna per rallentare la magia di Devereaux, ma viene ucciso dal prof. Alaine Richarde che si rivela essere il capo della setta. Sydney e Nigel trovano la croce, ma vengono attaccati da Matt e Kelly che però riescono a liberare grazie alla formula; anche Devereaux arriva e inizia uno scontro con Sydney i cui colpi non sembrano ferirlo e quando sembra che stia per uccidere Sydney, Nigel lo pugnala con la croce uccidendolo. Salvati i ragazzi Sydney li fa portare in motel da Nigel mentre lei va dallo stregone che poi trova morto e accanto a lui la spilla del prof. Richard e capisce tutto per poi correre da Nigel e i ragazzi; fortunatamente anche loro, raggiunti dal professore, hanno capito chi fosse e si sono difesi. Dopo il suo arresto la croste è stata benedetta e da ciò Matt e Kelly hanno potuto consegnare la loro ricerca in più si sono fidanzati.

## Ultimo contatto
- Titolo originale: Lost Contact
- Diretto da: Milan Cheylov
- Scritto da: Leonard Dick
- Altri interpreti: John Novak (Rod Thorson), Danielle Brett (Joan Wyatt), Billy Khoury (Kyle), Theo Caldwell (Rudy), Aaron Poole (Vic), Daniel Fathers (Bligh), Peter Cockett (Preswick)

### Trama
Nel 1824 tre soldati si allontanano dalla loro truppe per cercare un tesoro, ma accade qualcosa e uno dei tre finisce per morire.  
Rod Thorson, ricco magante e sostenitore finanziario dell'università, prova a convincere Sydney e Nigel a cercare in Birmania i ricercatori che avete mandato in sostituzione di Sydney. Joan, Rudy e Vic avevano trovato in una caverna un antico calice di osso preistorico collegato all'Uomo di Heidelberg, l'antenato più selvaggio dell'uomo, ma dal loro ultimo video sembra abbiano subìto un'aggressione, sebbene il giorno prima fosse tutto tranquillo. Nonostante l'astio che prova nei confronti di Thorson (dovuto al fatto che l'uomo aveva dato a un principe una reliquia recuperata da lei che avrebbe dovuto essere restituire e invece lui la scambiò solo per ottenere i diritti di atterraggio nel suo paese), Sydney accetta di andare a cercare i tre ricercatori e assieme a Nigel e Rod parte per la Birmania mentre il collaboratore di Rod, Kyle, resta in facoltà per analizzare il video. Giunti all'accampamento lo trovano completamente sottosopra, ma del calice non c'è traccia; improvvisamente Sydney scorge Joan che sta scappando, ma quando la raggiunge la trova in stato confusionale. Per poterla aiutare si dirigono in un villaggio vicino, ma degli abitanti stranamente non c'è traccia; intanto Rod sospetta che l'attacco non sia stato causato da un cacciatore di reliquie, ma qualcos'altro e chiama Kyle per farsi inviare una squadra di salvataggio poi sparisce senza lasciare traccia. Sydney e Nigel trovano il suo fucile con la canna piegata e delle strane impronte che non sembrano appartenere né a un animale né a un uomo. Intanto Joan si è ripresa, ma non riesce ancora a ricordare cos'è accaduto; è certa però che la cosa sia collegata alla grotta dove hanno trovato il calice e così i tre si dirigono lì. Nella grotta Sydney, Nigel e Joan trovano i cadaveri di Vic e Rod e il calice d'osso e quello che sembra essere la riproduzione del primo antico rituale per venerare una divinità. Nel frattempo Kyle decifra un video ripreso dal satellite e scopre un'immagine selvaggia di Rudy che inviano via mail. Intanto, analizzando il calice, trovano quelle che sembrano delle antiche spore e da ciò Joan ricorda cos'è accaduto: è stato Rudy ad attaccarli, ma non era lui, e dalle immagini inviate capiscono che quando ha toccato il calice è stato infettato dalle spore che a contatto con la luce l'hanno portato a regredire allo stato selvaggio. Capito il pericolo che corrono decidono di andar via, ma Rudy attacca i tre per poi raprire Joan per portare a termine il rituale di sacrificio, ma poiché il suo corpo non riesce a sopportare il cambiamento finisce per morire.

## La vendetta del faraone
- Titolo originale: The Real Thing
- Diretto da: John Bell
- Scritto da: Martin Brossollet
- Altri interpreti: Ellen Dubin (Jacqueline Reed), Steven Gätjen (Frederick), Daniel Kash (Omar Nassim), John Gilbert (Crispin Hubbard), Landy Cannon (Sean), Richard Curnock (Clyde Sexton), Harrison Coe (investigatore), Robert Bockstael (Malcolm), Eon Anson (Bellhop), Errol Sitahal (prete), Hakan Coskuner (agente di polizia)

### Trama
A Londra, Sydney e Nigel fanno da consulenti per un film sull'antico Egitto, e quando analizzano il sarcofago sul set scoprono che lo scettro e il flagello sono autentici appartenuti al faraone del Nuovo Regno Amun II; per il regista la scoperta che gli attrezzi di scena sono risultati autentici sarebbe un'ottima pubblicità, ma Sydney vuole aspettare per scoprire come hanno fatto i due reparti a finire sul set del film. Secondo Clyde il magazziniere lo scettro venne usato nel film muto La vendetta del faraone nel 1924 girato per la prima volta in Egitto, anche se delle 40 casse contenenti gli attrezzi sette mancano all'appello, così Sydney prova a sapere qualcosa dall'indebitata Jacqueline Reed (nipote del regista di quel film Sir Reed) in procinto di vendere la villa di famiglia per risanare i suoi debiti, che però non sa darle altre informazioni. Nel frattempo Nigel tra tutti i simboli presenti sullo scettro e questi indicano la mappa per uscire dalla tomba, così i due partono per la terra dei faraoni, mentre Claudia sostituirà Sydney come consulente, ma nonostante la raccomandazione di Sydney il regista annuncia già la notizia dell'autenticità dei reperti e una volta giunti in Egitto qualcuno li incastra ponendo una reliquia rubata tra le cose di Sydney. Sfuggiti all'investigatore scoprono che il computer di Nigel con tutte le informazioni è stato rubato, ma per fortuna avendo delle copie riescono a localizzare l'ubicazione della tomba del faraone posta tra la sfinge di Giza e le tre piramidi; i due trovano la stanza, con una strana porta d'acciaio, ma arriva Oman Nassim, il nipote del saccheggiatore di tombe, morto lì perché rinchiuso dal regista Reed (e responsabile dell'accusa conto Sydney), che li chiude dentro. Usciti da un condotto per l'aria io sono dei passaporti falsi, dal momento che sono stati sequestrati dalla polizia egiziana, tornano a Londra dove Omar tieni sotto tiro Jacqueline affinché gli consegni ciò che suo nonno ha rubato per il suo, ma questa uccide Nassim a sangue freddo. Sydney e Nigel arrivano a casa di Jacqueline dove trovano nella cantina la porta originale della tomba che apre una stanza che la ricostruzione esatta della tomba di Amun e nel sarcofago il defunto Sir Reed, che si è dato una sepoltura da faraone. Jacqueline, che a dispetto di quanto affermava era conoscenza del segreto di suo nonno, li sorprende e li tiene sotto tiro, ma, prima che possa ucciderli, viene lei stessa uccisa dal fratello Malcom, stanco del comportamento prepotente della sorella. Recuperati i tesori rubati da Sir Reed, Nigel e Sydney possono tornare sul set del film per dare una vera consulenza soltanto che i consigli dati da Claudia sono talmente piaciuti al regista e all'attore protagonista a decidere di portare avanti il film secondo i criteri della ragazza.

## La vendetta
- lTitolo originale: M.I.A.
- Diretto da: Julian Grant
- Scritto da: Leonard Dick clip segment, Rob Gilmer clip segment, Gil Grant (scrittore), Ron Levinson clip segment, M.A. Lovretta clip segment, Bill Taub clip segment, Jurgen Wolff clip segment
- Altri interpreti: Elias Zarou (Edward Patel), Nancy Anne Sakovich (Cate Hemphill), Jack Langedijk (zar), Jeannette Sousa (zarina), Rothaford Gray (Simon), Vijay Mehta (Mohandas Gujaret), Miglen Mirtchev (Mischa), Ed Stoppard (Laurent Halezan), Miguel Fernandes (Sean Dryer), Steven Bauer (Tony), Joseph Scoren (Francoise de Marier), Rena Mero (Elizabeth Rukeyser), Carlo Rota (Lagenfeld), John Schneider (Dallas Carter), Thomas Kretschmann (Kurt Reiner), Louis Mandylor (Derek Lloyd), Ho Chow (Avery Ko), Nicola Kelly (Shiraz)

### Trama
Sydney, microfonata, aiuta l'agente Cate dell'Interpol (incontrata in L'ultimo dei Mochica) a catturare un ricettatore usando come esca un uovo Fabergé che lo zar Alessandro III di Russia regalò alla moglie nel 1886, quando qualcuno la narcotizza e la rapisce. Cate avvisa Nigel e Claudia, che in un primo momento pensano che sia stato qualcuno interessato all'uovo, ma Cate è sicura che la sua sparizione non abbia niente a che fare con il caso al quale stavano lavorando perché il reperto è stato lasciato dov'è sparita, e analizzando l'audio della registrazione sembra che Sydney conoscesse il suo aggressore e da ciò pensano che a rapirla sia stato qualcuno dei suoi nemici del passato o qualcuno dei suoi rivali cacciatori di reliquie - cosa che a causa del lavoro che fa non ha potuto fare a meno di procurarsi. Mentre Cate, Nigel e Claudia rivivono le avventure passate, Sydney si sveglia in un magazzino e tenta di scappare alla prima occasione, ma viene nuovamente catturata, drogata e rinchiusa. Nel frattempo dopo qualche indagine, che aveva escluso tutti i cacciatori e i nemici dalla lista tra quelli morti, in prigione o introvabili, i tre scopriranno che ad aiutare a rapire Sydney è stato Mohandas Gujaret, un suo ex-allievo indiano laureato, che ha aiutato Patel (che non è morto come credevano durante l'esplosione del tempio in Il pugnale, ma l'ha falsificata), ed ha rubato il pugnale della dea Kālī per ucciderla e vendicarsi di lei. Per fortuna scoperto il luogo dove si terrà il sacrificio volano a New York con una squadra fanno incursione distraendo abbastanza Patel da permettere a Sydney di liberarsi e sconfiggendolo facendolo arrestato.

## Ricordi pericolosi
- Titolo originale: Out of the Past
- Diretto da: Paolo Barzman
- Scritto da: Edwina Follows
- Altri interpreti: Madhuri Bhatia (dr. Hosni), Danielle Nicholas (Cleopatra), Gerry Mendicino (Kalifa), Yan Feldman (Shareef), William Corno (Achillius), Melissa DiMarco (Maxine Schneider)

### Trama
Claudia ha un attacco di panico a causa di un'allucinazione quando vede su un dépliant un portagioie dell'antico Egitto dove lei stessa, in una vita passata, era Iras, l'ancella di Cleopatra che nel 30 a.C. ha nascosto una preziosa collana appartenuta proprio all'ultima regina d'Egitto. Sydney stupita da ciò, mentre Nigel è scettico, chiama il diretto del museo egizio ad Alessandria d'Egitto, Mohamed Kalifa (suo vecchio amico) e seguendo le indicazioni di Claudia sblocca uno scomparto segreto posto sotto il portagioie, al cui interno non c'è la collana, ma un antico papiro su cui è raffigurato il sigillo reale di Cleopatra; Kalifa vorrebbe conoscere la fonte che Sydney gli ha accennato e che sapeva dello scomparto, ma per ora preferisce non dire niente per la sicurezza di Claudia stessa, ma soprattutto per evitare i cacciatori di reliquie. Dopo di che lei e Claudia partono per la terra dei faraoni, mentre Nigel se la deve vedere con Maxime Schneider per una revisione delle spese della scuola e quello che doveva essere un contabile tarchiato e occhialuto si rivela essere una donna sensuale e affascinante. Giunti in Egitto, Kalifa mostra loro scritto il papiro che purtroppo è in ieratico, ed è stato scritto proprio da Cleopatra e scopre che la misteriosa fonte di Sydney è Claudia, che durante la visita ha altre visioni soprattutto quando tocca l'elmo appartenuto a un generale romano di Cesare Augusto. Viste le immagini frammentato che Claudia continua ad avere Kalifa le indirizza dalla dott.ssa Honsi, analista specializzata in reminiscenza delle vite passate, che la ipnotizza portandola a rivivere la sua vita passata come la morte di Cleopatra, ma il trauma le impedisce di vedere oltre così la dott.ssa suggerisce loro di provare a stimolare i ricordi con il portagioie, ma purtroppo la cassaforte che conteneva il reperto è stata svuotata e al suo interno è stato lasciato uno scorpione. Kalifa pensa che il responsabile sia un ladro denominato Scorpion che ruba principalmente manufatti legati alla regina d'Egitto; senza il portagioie non possono proseguire, finché a Sydney non viene l'idea di portare Claudia al Tempio di Cleopatra assieme alla dott.ssa Honsi; nonostante lo shock, le conduce al sacrario della dea Nut. La collana è nascosta lì da qualche parte, ma volendo far riposare Claudia, Sydney decide di sospendere le ricerche, finché non vengono aggredite da un ladro mascherato che cerca di rapire Claudia e uccidere Sydney con uno scorpione. Il rapimento non riesce, ma sfortunatamente Kalifa muore punto da uno scorpione quando scopre che il ladro Scorpion è il suo assistente Shareef. Visto il tentato rapimento Sydney è consapevole che deve agire in fretta e fortunatamente il subconscio di Claudia le fa disegnare una mappa che indica la posizione della collana; contemporaneamente Shareef si presenta da loro informandoli della morte di Kalifa, ma Sydney che inizia a sospettare di lui non lo informa dei recenti sviluppi. Le due raggiungono il sacrario di Nut dove i ricordi di Claudia la conducono vicino al tempio dove trovano l'entrata al sotterraneo, ignare che Shareef le sta seguendo. Claudia è troppo traumatizzata dalla visione della sua morte per entrare e Sydney non la forza, così la riporta in hotel, mentre lei torna sul campo; alla fine Claudia prende coraggio e affronta il suo passato, ma Shareef nel sotterraneo la prende in ostaggio, così lei lo fa cadere in una trappola non appena trova la collana. Una volta tornata in università, dove ha già risolto i problemi finanziari, Claudia affascinata dalla tecnica della dott.ssa decide di sperimentarla su di lui; Nigel ha una visione di sé stesso ai tempi degli uomini delle caverne e anche lì con lui c'è Sydney solo che preferisce non parlarne.

## Gli occhi di Toklamanee
- Titolo originale: Eyes of Toklamanee
- Diretto da: John Bell
- Scritto da: Larry Mollin
- Altri interpreti: Michael Rhoades (vagabondo), Beau Starr (Moore), Ryan Rajendra Black (Adam Grant), Kate Trotter (Betty Ramer), Tim Hill (sciamano), James Bulliard (Dan Bernstein), Philip Craig (consigliere comunale), Richard Quesnel (agente dell'FBI), Barry Minshull (esploratore francese n. 1), Cliff Le Jeune (esploratore francese n. 2), Plato Fountidakis (membro della SWAT n. 1)

### Trama
Nella Valle del Mississippi durante il 1605 due esploratori francesi vengono catturati da degli indigeni per poi essere sottoposti da uno sciamano kaokiano a un'esecuzione da due dischi di enorme potere che li disintegra sotto lo sgabello incredulo di un loro compare che riesce a salvarsi. 
Nella metropolitana di St. Louis il dottorando Adam Grant coinvolge Sydney (Nigel è rimasto in università) alla ricerca degli Occhi di Toklamanee, un antico patrimonio culturale degli indiani d'America; a un certo punto degli uomini armanti, non poliziotti, cercano di ucciderli, ma i due la scampano grazie a un vagabondo che attraverso dei condotti dell'aria li porta in superficie. All'uscita vengono arrestati dalle guardie di sicurezza del cantiere e portati dal capo cantiere Moore che intende farli arrestare; tra il personale Sydney riconosce l'archeologa Betty Ramer, e viceversa, cosa che fa cambiare idea a Moore sulla denuncia nei confronti della cacciatrice. L'archeologa vorrebbe che i due andassero via, ma loro affermano che gli Occhi di Toklamanee potrebbero trovarsi nel sottosuolo, la Ramer è scettica riguardo all'esistenza degli occhi e quando le mostrano il diario dell'esploratore francese scampato alla morte li allontana senza sentire ragioni e non intende aiutarli. Sydney trova sospetto che un'archeologa di fama mondiale non abbia voluto nemmeno guardare il diario e prima di andar via Adam trova un frammento d'osso per farlo analizzare. Il capo cantiere, sotto il comando di chi vuole coprire tutto, assicura al suo superiore che i due intrusi non hanno trovato niente. Intanto all'università Nigel sta aspettando gli esami del carbonio 14 sul diario, ma per colpa di Claudia invece di mandare il diario in laboratorio lo ha mandato a fare una perizia calligrafica. Mentre Nigel cerca di risolvere la cosa, il compagno di laboratorio di Adam rileva sull'osso trovato da Adam tracce di radioattività; la cosa incuriosisce Sydney e dal sito internet sul lavoro al cantiere non trovano dettagli su reperti storici o radioattivi, cosa molto sospetta e va a parlare con la dott.ssa, che dopo aver saluto della sorgente nucleare inizia ad avere un esame di coscienza. Intanto il capo cantiere Moore inizia a colare il cemento, poiché l'introduzione di Adam nel sistema ha allarmato il suo capo che intende far coprire la sorgente e per assicurasi che la Ramer non si intrometta la fa licenziare. Tornati al cantiere Sydney e Adam seguono il senzatetto che li aveva aiutati, e scendono ancora più in fondo cadono in una botola che li porta in una caverna (dove nonostante l'assenza di luce crescono molte piante), in cui però ci sono sia le guardie che li hanno aggrediti nel tunnel sia altri operai che stanno trivellando, da cui riescono a scappare. Contemporaneamente all'università arrivano gli esami corretti del diario che lo indicano come reperto falso; immediatamente Nigel chiama Sydney e la informa di ciò. Delusa da Adam, che ha falsificato lui stesso il diario, questi cerca di giustificarsi, affermando che il mondo accademico non avrebbe mai cercato qualcosa senza una documentazione e trova assurdo fermarsi. Nonostante la delusione accetta di proseguire le ricerche e aiutati dalla Ramer, che prima di andar via ha letto la copia del diario di Adam, di cui aveva capito essere un falso (che sentendosi in empatia con Adam a causa di una sua esperienza passata). Il capo cantiere informa il suo capo che l'archeologa non è partita e ha portato con sé Sydney e Adam nel sottosuolo e questi ordina che venga colato il cemento per farli sparire. I tre scesi insieme nella botola buttano giù il muro che era stato nascosto e più si addentrano più le radiazioni aumentano, ma nonostante il pericolo trovano gli occhi di Toklamanee che sono un reattore nucleare primitivo. Purtroppo le scosse fanno attivare i reattori e i tre restano chiusi nella camera, ma vengono fortunatamente salvati per la terza volta dal senzatetto. Con la scoperta del tempio i lavori vengono fermati, impedendo così un'esplosione nucleare, e i responsabili arrestati (come la figura che si nascondeva dietro l'operazione ovvero il consigliere comunale che vieni arrestato dall'FBI).

## Sfida mortale
- Titolo originale: Run Sydney Run
- Diretto da: Paolo Barzman
- Scritto da: Jeff King
- Altri interpreti: Peter Stebbings (Tsarlov), Joseph Ziegler (Dean Wormer), Kelley Grando (Tatiana), Kevin Rushton (Yuri), Robert Kennedy (capo della pattuglia), Tig Fong (guerriero n. 1), Max White (guerriero n. 2)

### Trama
Nel 339 a.C. ogni tribù guerriera sceglieva un campione che si batteva in un duello mortale che finiva quando la spada di Altea, posta dentro a un cerchio sacro, veniva usata per porre fine alla vita del campione sconfitto. 
Nel presente, nelle steppe degli Urali, Sydney, con Nigel e una scorta militare, trova in un lago la spada, ma qualcuno, che pensavano essere i ribelli, uccide la scorta e ferisce lei. Risvegliatasi medicata in una bella e isolata casa inizia a cercare Nigel, cercando al contempo di uscire, ma trova le porte chiuse a chiave, quando si imbatte in un uomo con l'uniforme militare a cui ruba la chiave magnetica, ma appena esce scopre che la casa è completamente recintata con fili elettrici ad alta tensione. L'uomo che ha messo ko si riprende e inizia a cercarla con i cani e per non farsi prendere torna dentro la casa dove incontra quello che è il padrone di casa: Tsarlov, mentre l'uomo grosso e taciturno Yuri. Afferma di averla trovata dopo l'attacco, che è rimasta incosciente per due settimane e la tiene "gradita ospite" mentre la scorta e Nigel sono morti l'attacco, inoltre afferma che i ribelli dopo l'attacco gli hanno rubato anche la spada e la balestra quindi è anche disarmata. Mentre cerca di superare la morte di Nigel, Tsarlov le racconta la sua storia e il suo passato come colonnello ed esprimendo tutto il suo odio per i ribelli, che durante una missione militare sterminare nel suo plotone, e di come siano completamente isolati, non c'è telefono nel televisore e nel fax; l'unico contatto è con un elicottero che viene una volta al mese per portare il carburante e tutto ciò che serve. Sydney non intende aspettare e usando la tessera magnetica rubata a Yuri e messo fuori gioco Tsarlov scopre che Nigel non è morto come le aveva detto, ma rinchiuso nei sotterranei. Inoltre anche a lui Tsarlov aveva detto che Sydney era morta, ma non hanno tempo di scappare che Tsarlov li tiene sotto tiro con la sua pistola. Tsarlov, che ha un'irrefrenabile passione per la caccia, lancia a Sydney una sfida: fare una caccia all'uomo tra loro due, come gli antichi guerrieri, se riuscirà a restare viva per tre giorni sarà libera, e lei, per salvare la vita a Nigel, accetta in più Tsarlov, sicuro di vincere, le permette di portare con sé la spada e le dà sei ore di vantaggio. Intanto Claudia e il rettore, saputo della scomparsa dei loro amici, sono molto preoccupati, soprattutto Claudia, invece il rettore fiducioso nei confronti della sua professoressa si mette in moto per rintracciarli. Mentre Sydney affronta Tsarlov nel bosco, scoprendo anche gli innumerevoli cadaveri di quelle che hanno avuto la sfortuna di partecipare al suo "gioco", Nigel usando la chiave magnetica che Sydney gli ha lasciato e aiutato da Tatiana, un'altra rinchiusa, riesce a uscire dalla sua cella. Sydney nel frattempo riesce a mettere temporaneamente fuori gioco Tsarlov facendolo cadere in una delle sue trappole per poi tornare alla villa proprio mentre Nigel e Tatiana rinchiudono Yuri insieme ai cani. L'autocarro purtroppo non funziona e quando vendono la spada infilzata nel terreno capiscono che Tsarlov li ha trovati e sfida Sydney alla Lotta tra Campione dove i due si battono senza esclusione di colpi e alla fine è Sydney a prevalere, ma con sua sorpresa Tsarlov si uccide infilzandosi con la spada. Il governo russo grato a Sydney e Nigel per aver recuperato la spada e sventato la folle battuta di caccia del colonnello Tslarlov invia il loro diplomatico, che si scopre essere Tatiana, per ringraziarli e dare loro dei regali con un invito a tornare in Russia quando vogliono.

## La profezia di Nostradamus
- Titolo originale: French Connection
- Diretto da: Paolo Barzman
- Scritto da: Peter Mohan (scrittore)
- Altri interpreti: Jonathan Aris (Paul Loreil), Jean Barney (cardinale Dallier), William Chubb (Stanley), Oliver Fox (agente del MI-5), Alexander Hanson (David Watson), Dominic Jephcott (monaco sospetto), Saul Jephcott (guardia al posto di blocco), Rémy Roubakha (lavoratore)

### Trama
Nel 1600 il cardinale Dallier fa irruzione nella tomba di Nostradamus e, insieme a un monaco che nonostante la paura della maledizione, ne prende il medaglione che sembra rivelerà il futuro a chi ne è degno mentre chi ne sarà indegno verrà maledetto. 
Nel presente Sydney e Nigel, a Parigi per una serie di conferenze, ma vengono contattati da Watson, un agente dell'MI5, che chiede il suo aiuto per prevenire un assassinio, Sydney ovviamente non è interessata a questa faccenda, ma, stando a Watson, lei è la persona disegnata per impedirlo, poiché sembra che fu Nostradamus a lasciarlo scritto su una pergamena rinvenuta nel 1900 durante un restauro. Il suo compito non sarà proteggere il bersaglio dell'attentato, ma trovare il medaglione di Nostradamus; Sydney e Nigel non si fidano tuttavia decidono di iniziare le ricerche e raggiungono la chiesa dov'è sepolto Nostradamus dove trovano solo un monaco reticente, che parla loro del cardinale Dallier, ma che sembra sapere più di quanto voglia affermare. Raggiunto il monastero in cui Dallier trascorse i suoi ultimo giorni dopo la sua caduta Sydney e Nigel, ma si imbattono in un cacciatore di reliquie che Sydney conosce bene: Castillo, che sembra persino essere migliore di tutti i cacciatori conosciuti da Sydney. Certi che sia anche lui alla ricerca del medaglione lo inseguono, ma dopo una lunga corsa Castillo riesce a scappare. Tornati al monastero, trasformato ora in un museo, il direttore Loreil raccontato tutto ciò che riguardava il cardinale Dallier e, dopo aver accertato che il diario è rubato, i due (che hanno capito che fu Dallier stesso ad aver rubato il medaglione nel 1600) decidono di aprire la sua tomba. Anche Castillo giunge sul posto, ma scoprono con sorpresa che la tomba è vuota. Perquisendo Castillo scoprono che sta lavorando anche lui per i servizi segreti, ma non per Watson, bensì per il suo superiore Stanley. Castillo cerca di convincere Sydney a trovare il medaglione insieme per venderlo, ma lei non intende andare contro i suoi principi morali, allora Castillo cerca di scappare, tuttavia perde il diario e studiandolo trovano un vuoto di tre giorni e capiscono che deve essere accaduto qualcosa al cardinale in quell'arco di tempo; consultando i registri dl monastero trovano la risposta: Dallier tornò alla chiesa, in cui riposa Nostradamus, per preparare la sua sepoltura segreta e con questa informazione Sydney e Nigel capiscono di dover tornare al punto di partenza. Intanto mentre i Sydney e Nigel svolgevano le loro indagini, una donna sta preparando un'auto bomba per il bersaglio, ma viene chiamata da Watson, che si rivela essere lui l'ideatore, le ordina di uccidere Sydney, Nigel e Castillo. Arrivati alla chiesa di Nostradamus scoprono che si terrà un summit a cui prenderanno parte la delegazione austriaca e quella tedesca pertanto non sarà possibile accedervi, allora per introdursi Sydney e Nigel si vestono da monaci per eludere i controlli. Dai registri funebri trovano il corpo di Dallier, segnato come 1600, con la sua Bibbia, dove all'interno c'è il medaglione. Ma il monaco che hanno incontrato avverte la polizia della loro intrusione. In una corsa contro il tempo Sydney e Nigel riescono a decifrare dalla pergamena sia il bersaglio "il Segugio" che l'attentato "il Cobra" e chiamano Watson che si trova insieme a Stanley, che capito che è lui il "Cobra" citato della profezia uccide Stanley, senza che Sydney lo scopra. Gli agenti di sicurezza li arrestano ma quando tentano di spiegare che sono stati ingaggiati da Watson e che un membri della famiglia reale britannica sta per essere assassinato l'agente dell'MI5 non solo non le crede, ma afferma che indagheranno sulla cosa alla fine della conferenza. Che gli credano o meno devono impedire l'attentato, proprio mentre la donna incaricata dell'autobus arriva alla conferenza, e quando lo vedono arrivare Watson in elicottero Sydney capisce che è lui l'attentatore e riescono a fermarlo, togliendoli di mano il congegno per far detonatore la macchina. L'attentato viene sventato, Watson arrestato, ma il medaglione misteriosamente sparisce tornando al collo di Nostradamus.

## Il lupo mannaro
- Titolo originale: Don't Go Into the Woods
- Diretto da: Ian Toynton
- Scritto da: Elizabeth Baxter
- Altri interpreti: John Blakey (Vladimir Bugos), Breffni McKenna (agente Dragomir Lagosh), Beatriz Batarda (Vela), Richard Leaf (prete del villaggio), Natasha Cashman (prof.ssa Makelmovitch), Lizzie Brocheré (principessa Natasha), Dominique Hulin (lupo mannaro), Paul Pavel (soldato)

### Trama
In una notte di luna piena del 1711 la principessa Natasha stava attraversando in carrozza i Carpazi per raggiungere il luogo del suo matrimonio portando con sé il falcone d'oro di Maribor: il sigillo reale. Purtroppo lungo la strada la carrozza viene bloccata e mentre i suoi uomini cercano di liberare la tengono aggrediti da qualcosa tra le ombre e sia loro che la principessa scompaiono. 
Un amico di Sydney, Vladimir Bugos, che inizialmente non vuole parlarci, la chiama e quando gli comunica che in un villaggio della Romania potrebbero esserci tracce del falcone d'oro lo richiama immediatamente e questi le gira la copia di una mappa, trovata tale rovine di un'abbazia, dei monti Carpazi e la invita a raggiungerlo. Arrivati a Lubjanka raggiungono l'abbazia per parlare con Vladimir, ma scoprono che è scomparso; la prof.ssa Makelmovitch mostra loro la mappa, che risulta autentica, ma Vladimir non ha lasciato detto niente sulle sue teorie sull'ubicazione della reliquia. Decidono di trovarlo e si mettono in viaggio, ma a causa di un incidente restano senza auto; trovato un passaggio, anche se Sydney ha la strana sensazione che qualcuno li stia osservando, raggiungono il villaggio a Moldorov, famosa le leggende sui lupi mannari (cosa che spaventa non poco Nigel la scomparsa della principessa è legata ad essi) dove però, non sono molto ospitali soprattutto il connestabile Dragomir Lagosh, il prete taciturno e la timida locandiera Vela della "Locanda del Lupo" dove Sydney e Nigel alloggiano. Sydney è certa che gli abitanti del villaggio sappiano qualcosa e quando esaminano la mappa con una candela trovano nascosta una seconda mappa. Il mattino dopo, nonostante l'avvertimento di Vela di non andare nel bosco, Sydney e Nigel ricalcano la strada percorsa dalla principessa la notte della scomparsa, ma inaspettatamente sentono degli strani versi che li portano a trovare un uomo morto massacrato, che si scopre essere il marito di Vela. Vista la spaventosa morte dell'uomo il contestabile Lagosh suggerisce loro di lasciare il villaggio, ma Sydney non si lascia spaventare e intende trovare Bugos. Indagando è certa che il prete saprei più di quanto voglia far credere, infatti sembra che ci sia un segreto che questo villaggio nasconde da 300 anni, e per trovare le risposte decidono di entrare nella foresta durante la notte, nonostante Nigel sia terrorizzato. Addentrandosi nel cuore del bosco trovano in una grotta la carrozza della principessa, con dentro lei e il falcone d'oro, ma a causa di un meccanismo restano chiusi dentro insieme a Bugos: come sospettava c'è Lagosh dietro a tutto. Vladimir spiega cosa accadde esattamente: alcuni abitanti del villaggio uccisero la principessa e i suoi uomini per derubare lei e il falcone, ma come abbiano poi conservato il corpo e la carrozza come una reliquia per espiare quel crimine, poiché se la famiglia reale avessi saputo quale era stata la fine della principessa il villaggio sarebbe stato distrutto fecero credere che i responsabili fossero i lupi mannari; quando Vladimir ha scoperto il segreto, tramandato di generazione in generazione, gli abitanti il villaggio l'hanno rinchiuso nella grotta perché, isolati da secoli dal mondo, più che l'ira della famiglia reale temono la maledizione dei lupi mannari. Certi che il falcone sia ancora nascosto nella carrozza lo trovano all'interno di uno scomparto segreto chiuso con una chiave, che la principessa ingoiò. Fortunatamente riescono anche a trovare una via d'uscita e a scappare, ma un uomo vestito come un lupo mannaro li attacca; purtroppo per lui Sydney lo mette fuori combattimento e ne riconosce il becchino del villaggio così capiscono che in realtà il marito di Vela era già morto e hanno inscenato il funerale per convincerli ad andare via. Usciti dalla grotta Lagosh e gli abitanti cercano di ucciderli, ma quello che sembra un lupo mannaro, nascosto tra gli alberi, li spaventa. Dopo l'avventura Vladimir invia loro una copia del libro che ha scritto per ringraziarli per averlo aiutato ma restano parecchio sconcertati quando Claudia fa notare loro che non sono nemmeno menzionati.

## Volo di mezzanotte
- Titolo originale: Midnight Flight
- Diretto da: Ian Toynton
- Scritto da: Charles Heit
- Altri interpreti: Michel Albertini (Aziz Habasi), Sam James (Frederick), Less Clack (dr. Francois Jaebert), Fadila Belkebla (Fatima Somir), Carim Messalti (Botheus), Alain Barbier (Gunther), Patrick Médioni (delinquente), Jean-Charles Fonti (l'intruso), Alain Goldberg (Spike), Sophie Rinkowska (infermiera)

### Trama
Durante il V secolo nell'antica Lussemburgo, Gunther il Temerario ottiene grandi vittorie in battaglie grazia allo scettro di Khalifa che rende invincibile chi lo brandiva e per evitare che possa essere rubato viene nascosto in una cella segreta protetta da trappole nascoste e vi resterà finché egli non tornerà a prenderlo e la chiave per entrare nel sotterraneo è un cristallo posto al suo collo.
Frederick, amico di Sydney e archivista del Louvre, chiede di poter partecipare alla ricerca dello scettro, ma viene quasi derubato da due loschi uomini che sapevano che era in possesso del cristallo. Seguendo le istruzioni su un'antica tavoletta devono portare il cristallo sulla roccia dell'Orso il cui ingresso verrà rivelato a mezzogiorno durante il solstizio d'inverno. Giunti sul posto, ignari di essere pedinati, usando il cristallo che mostra loro l'entrate - usando un sistema di riflesso generato dal prisma incastrato nella roccia - a un pozzo, in cui c'è un effetto ottico che ne nasconde la reale dimensione, Sydney si cala al suo interno seguita da Nigel e Frederick. Al suo interno trovano molte reliquie tra cui armi dei Visigoti ed elmi Bizantini, compreso lo scettro. Frederick rischia di cadere in una delle trappole, ma Sydney e Nigel lo salvano e usando l'ingegno riescono a prenderlo usando la pistola con rampino. Tornanti a Parigi, Sydney e Nigel saluta la Frederick con la promessa di rivedersi e l'esposizione della mostra, ma subito dopo il dr. Francois Jaebert, il direttore del Louvre, che li ha fatti seguire li informarla che non solo Frederick non lavora più per il museo, ma anche rubato il cristallo e la tavoletta per trovare lo scettro. Nigel viene anche chiamata da Claudia, a causa di un uomo introdottosi nel suo ufficio che fa parte del consolato a proposto del furto al Louvre, ma riescono a risalire a Frederick grazie al telefono che Nigel gli aveva prestato, tra le chiamate effettuate c'è quella delll'hotel dove Frederick alloggia e una volta trovato, dopo una "minaccia" allo stile di Sydney, scoprono che ha venduto lo scettro all'ambasciatore Aziz Habasi, un membro dell'ufficio industrie e commercio e collezionista di reperti storici, che si trova all'ambasciata turca di Parigi, ma tornerà a Istanbul entro sera. Sydney entra all'ambasciata, mentre Nigel torna in albergo per controllare Frederick, e viene ricevuta da Habasi che interessato al suo mestiere di cacciatrice di reliquie la invita al party che si terrà quella sera stessa e le fa recapitare un abito per l'occasione, ma non fidandosi di lei la fa seguire dalla sua segretaria, e al contempo la sfida a riprendersi il manufatto prima che parta. Al galà Sydney inizialmente non riesce a muoversi liberamente, essendo l'edificio molto sorvegliato, ma usando il bagno come scusa riesce eludere la sorveglianza e a introdursi nell'ufficio di Habasi, ma lo scettro è protetto da un sistema di sicurezza che comprende scansione del palmo e codice digitale; sembrerebbe che Habasi abbia vinto così Sydney lascia la festa. Poco dopo Sydney chiama Nigel per fargli sapere che ha preso lo scettro, recuperato Nigel lascia Frederick legato, ma questi poco dopo riesce a liberarsi per poi raggiungere l'ambasciata. In realtà era tutto era uno stratagemma per far sì che Frederic corresse ad avvertire Habasi e fare in modo che fosse lui stesso ad aprire la cassaforte per controllare così che Sydney recuperi lo scettro. Nonostante l'allarme di Habasi, Sydney riesce a uscire in tempo consegnando a Francois lo scettro. In procinto di lasciare Parigi Sydney viene avvicinata da Habasi, non arrestato per l'immunità diplomatica, che nonostante la sconfitta è rimasto affascinato da lei, in più gli i soldi con il quale aveva pagato Frederick sono stati donati allora divisione "antichità Europa dell'est" del Louvre.

## La maschera di ferro
- Titolo originale: The Executioner's Mask
- Diretto da: Paolo Barzman
- Scritto da: André Jacquemetton (scrittore), Maria Jacquemetton (scrittore)
- Altri interpreti: Malcolm Sinclair (Julian), Kristina Kumlin (Naomi), Timothy Bateson (Max Lavoie), Thierry René (Vincent), Alex Reid (Simone), Laura Benson (direttrice), Claude Aufaure (dottore), Frédéric Witta (Jean-Claude), Arnaud Lienard (boia), Didier Baverel (fotografo), Tony Vanaria (Bernard Guillot)

### Trama
Una maschera appartenuta ad un boia dal volto deforme, vissuto durante la rivoluzione francese del 1798, se indossata provoca piaghe sul viso. 
Durante un servizio fotografico una modella vecchia amica d'infanzia di Sydney, Naomi, sotto gli occhi suoi, di Nigel, del suo manager Julian si ritrova il viso interamente ricoperto di piaghe dopo aver indossato una maschera. Esaminando la maschera capiscono subito che non è un oggetto di scena e mandano una foto via fax a Claudia per scoprirne l'origine, intanto loro due incontrano l'uomo che ha trovato e venduto a Julian la maschera e dopo aver "convinto" il venditore risalgono a un certo Bernard Guillot, che aveva anche lui volto sfigurato, ma appena usciti dal negozio un uomo in motocicletta ruba loro la maschera, che Sydney riesce a recuperare grazie alla sua balestra; nel frattempo la contestatrice Simone, una donna che era sul set e che disprezza l'industria delle modelle che alterano il loro corpo per valorizzare la bellezza esteriore e non quella interiore, si sta facendo pubblicità con quello che è successo a Naomi. Una volta recuperata la maschera Claudia telefona a Sydney per informarla che la maschera apparteneva un boia di Bougey, con il volto che era già sfigurato, e che dietro di esse sembra ci sia una maledizione: secondo cui chi avesse indossato la maschera sarebbe diventato proprio come il boia. Sydney allora le affida il compito di trovare un esperto in esecuzioni del '700; nel frattempo fanno visita a Naomi, il cui volto è troppo rovinato per essere ripristinato anche chirurgicamente; in più ha delle visioni terribili sulle vittime del boia e questo la sta indebolendo: ciò spinge Sydney a non arrendersi per il bene della sua amica. Claudia la richiama per farle sapere che ha trovato l'esperto che cercava, un Lavoie esperto in omicidi, torture ed esecuzioni, e vanno a fargli analizza la maschera. Mentre lui l'autentica siete Nigel vanno a Bourgey per incontrare Bernard Guillot, il cui volto perfettamente normale a dispetto di quando hanno detto loro, che racconta quello che gli è capitato, le stesse cose che sono capitate a Naomi piaghe e visioni, e dice loro anche della leggenda del boia secondo cui quando egli morì il suo corpo scomparso prima che venisse sepolto. Bernard racconta anche che il volto è tornato normale quando Naomi è stata male e questo significa che la maledizione termina soltanto quando un'altra persona indossa la maschera. Intanto Jean-Claude colui che ha investito nel servizio fotografico vuole impossessarsi della maschera per farsi pubblicità e intende riprendersela, convincendo Julian a collaborare per salvare la sua carriera. Sydney e Nigel tornano da Lavoie per avere nuove risposte che spiega loro che l'unico modo per spezzare la maledizione è porre la maschera sul volto dello scheletro del boia insieme ai suoi resti. Per scoprire dov'è sepolto cercano di sapere come si chiamasse, poiché i boia dovevano vivere nell'anonimato per proteggere le loro famiglie da eventuali vendette e imparavano e fin da bambini venivano scelti ed educati a questo mestiere e in quel luogo venivano usati i bambini dell'orfanotrofio. Il vecchio orfanotrofio è stato trasformato in un istituto e Sydney e Nigel si dirigono lì, con Julian che li sta seguendo, per esaminare i fascicoli. Dopo aver setacciato i registri scoprono che la data in cui il piccolo boia arrivò in orfanotrofio coincide con l'adozione di un altro bambino e la costruzione di una nuova ala dell'orfanotrofio realizzata con una donazione anonima. Al suo interno scoprono una camera molto vistosa e un passaggio segreto in cui trovano lo stemma del marchese di Beauville. Decidono di andare al castello per avere le ultime certezze, con Julian che continua a seguirli, e una volta entrati capiscono tutto: il marchese di Beauville, poiché era molto vanitoso non potendo tollerate un erede dall'aspetto orribile lo scambiò adottandone uno sano e bello lasciando quello orrendo all'orfanotrofio, ma la madre che amava sinceramente il figlio nonostante il suo aspetto fece costruire in una nuova ala dell'edificio una casa con un tunnel segreto per poterlo vedere di nascosto, e quando egli morì, visto che suo marito e il figlio adottivo morirono prima, fece rubare il suo corpo per seppellirlo accanto a lei nella cripta di famiglia. Certi di ciò aprono la tomba, dove Nigel riconosce nello scheletro di forma del boia un tipo di malattia chiamata neurofribomatosi, ma Julian si presenta puntando loro una pistola e pretendendo la maschera. Sydney lo affronta e sta per avere la peggio quando gli mette in faccia la maschera del boia, in quel preciso momento le piaghe sul viso di Naomi spariscono, e questo basta a far arrendere Julian che fa riporre il reperto sullo scheletro del boia, così facendo anche su di lui spariscono le piaghe. Julian viene consegnato alla polizia per tentato omicidio mentre Naomi si prende una pausa dal lavoro di modella.

## L'anello reale
- Titolo originale: The Royal Ring
- Diretto da: John Bell
- Scritto da: Ron Levinson, Jurgen Wolff
- Altri interpreti: Patrick Albenque (Bobby), Paul Barrett (guardia), Stephen Billington (Palmer), Crispin Bonham-Carter (Preston Bailey), Vernon Dobtcheff (Anthony Cureton), Robert Getter (turista), Michael Hofland (Enrico VIII), Rachel Pickup (Amanda Reardon), Sarah Pratt (Anna Bolena), Laura Rogers (guida turistica), Jürgen Zwingel (Willis)

### Trama
Nel 1536 prima di salire sul patibolo e morire Anna Bolena regala sua figlia Elizabeth I il suo anello, ma suo padre Enrico VIII, che la fece giustiziare perché non le diede un erede maschio, lo nasconde con la promessa di darglielo quando sarà grande. 
Sydney viene chiamata dal fratello di Nigel, Preston, direttore del British Museum, per aiutarli a decifrare una pergamena su cui è scritta una poesia di Enrico a Elizabeth che permetterebbe loro di trovare l'anello reale di Anna Bolena. Nigel non è in buoni rapporti con suo fratello, soprattutto per il dominio "barilotto" che gli aveva dato da piccolo, ma per il bene della ricerca è costretto a collaborare con lui, anche se c'è la losca figura che gli sta spiando, tuttavia il prof. Cureton non è interessato all'aiuto di Sydney (poiché egli ha segretamente ingaggiato un altro cacciatore di reliquie, Palmer, per poter avanzare nella carriera), ma Preston non si arrende e invita Sydney a cena a casa loro per provare a risolvere l'enigma sulla pergamena. A casa Bailey Nigel che vuole dimostrarsi migliore di Preston, ma le cose peggiorano quando rivede la sua ex fidanzata Amanda, che ora è fidanzata con Preston preferisce togliere il disturbo. Si ubriaca e si sfoga raccontando a Sydney tutto quello che suo fratello gli ha fatto passare, ma piuttosto che dargli soddisfazione andandosene lasciando Sydney preferisce restare, ma uno volta uscita dal bar l'uomo misterioso, che gli aveva seguiti dal bar, li aggredisce e ruba la borsa di Sydney. La borsa viene ritrovata ma la pergamena no, non capiscono che qualcun altro sta cercando l'anello, per fortuna un po' alla volta riesco a riscrivere i versi della poesia, anche se i tuoi fratelli non possono fare a meno di lanciarsi frecciatine essere continuamente in competizione, e interpretarli le cui indicazioni li porta al palazzo reale a Leeds, dove Enrico passava del tempo con suo padre quando era giovane. Mentre Nigel, Amanda e Preston si mischiano i turisti Sydney entra nelle zone riservate dove si imbatte in Palmer (che vedendo la pergamena originale capisce essere stato in viaggio dal prof. Cureton) che affronta, ma nega il coinvolgimento del ladro che gli ha sottratto la copia della pergamena. Purtroppo i loro "combattimento" costa loro l'espulsione dal castello, ma non avendo prove per screditare Palmer dicendo di rimettersi al lavoro e ascoltando il rintocco delle campane, la cui melodie da composto da Enrico VIII, e decidono di entrare nuovamente nel castello. Palmer nel frattempo viene aggredito dall'uomo misterioso in camera e finisce ucciso quando tenta di disarmarlo. Nigel, Sydney e Preston entrano nel palazzo e analizzando l'organo da cui è stata composta la musica capisco che bisogna suonare la medesima melodia così Nigel la suona aprendo un passaggio segreto prima di essere scoperti da una guardia di sicurezza. Il passaggio li porta direttamente a un vecchio dipinto che mostra Enrico da bambino con in mano una scatola con una scatola magica e adesso si trova il museo. Proprio mentre si preparano a partire per Londra, Sydney trova Palmer morto nella sua stanza e capisce che qualcuno la vuole incastrare, visto quello che è successo nel pomeriggio, ma anche se spiegasse alla polizia cosa è successo perderebbero del tempo e chi è ucciso l'altro cacciatore non si fermerà davanti a niente. Tornano di corsa a Londra per raggiungono il British Museum, ma l'assassino arriva prima e prende l'ignaro prof. Cureton in ostaggio affinché lo conduca all'anello. Arrivati al museo Sydney e Nigel inseguono i due uomini fino al seminterrato, ma con loro sorpresa Amanda, che prende Preston in ostaggio, si rivela essere sua complice del ladro, Bobby, si cui è la fidanzata. Il suo obiettivo è sempre stato l'anello e ha sfruttato Preston per il suo tornaconto, ma sfortunatamente per loro vengono messi entrambi fuori gioco sia da Nigel sia da Sydney. Con l'arresto di Amanda e Bobby l'unica cosa che resta da fare è aprire la scatola e al suo interno trovano il leggendario anello. Inoltre questa avventura ha permesso a Nigel e Preston di chiarirsi e fare pace, anche se quest'ultimo domando al fratello se Sydney è impegnata con qualcuno.

## La pietra del male
- Titolo originale: Set in Stone
- Diretto da: Paolo Barzman
- Scritto da: David Koslove, David Wolkove
- Altri interpreti: Jean-Marc Bellu (Gabriel), George Birt (abate), Jean-Claude Braquet (Gabob), Oliver Haden (Emil Vasay), Bruce Myers (Theodoric), Rochelle Redfield (arredatrice), Joe Sheridan (Oswin), Lionel Vitrant (Istvan)

### Trama
A Balaton in Ungheria durante il 1595 il cavaliere San Gabriele dopo un duro scontro usò la sua spada per uccidere il demonio trasformandolo in pietra e la spada da allora rimase intrappolata nella roccia. 
Sydney e Nigel, che ha sentito questa storia da suo padre fin da bambino, si recano al convento di clausura per parlare con frate Elgin, con cui si sono scambiati diverse lettere sull'argomento, per ritrovare la leggendaria spada. L'abate Theodoric non solo nega che ci sia un frate con tale nome, ma afferma anche che la storia è soltanto una favola, ma Nigel gli mostra una tavoletta del XV secolo che mostra San Gabriele contro il diavolo Belial inoltre la scena che mostra il momento dell'uccisione indica chiaramente che la spada del Cavaliere può essere rimossa da chiunque basta che indossi il guanto originale; anche con questa spiegazione frate Theodoric si rifiuta di farli entrare e li caccia malamente. Certi che frate Theodoric sappia qualcosa e che chi gli ha scritto, che ha chiaramente usato uno pseudonimo (nella leggenda Elgin era il nome dello scudiero di Gabriele), si domandano che cosa nascondano i monaci e poco prima di uscire dal monastero vengono avvicinati da frate Oswin che ricevuta la lettera sulla tesi di Nigel gli ha risposto, nonostante il divieto del monastero di avere contatti con il mondo esterno, ma non potendo parlare l'indirizza al mercante Emil Vasay (colui che ha spedito le lettere per suo conto). Intanto Claudia si trova a combattere contro un''arredatrice che intende rimettere a nuovo l'ufficio di Sydney e tenerla bada per lei non è affatto facile, ma fortunatamente la donna viene subito sostituita da un arredatore esterno. Al monastero frate Oswin e non aver bruciato la posta come frate Theodoric che gli aveva ordinato, poiché l'esistenza della spada è il loro volto di sangue, e viene severamente punito e gli viene messo in testa un sacco pieno di api che gli ricoprono di piaghe il viso, per poi mandare due monaci occuparsi di Vasay, mentre Oswin viene rinchiuso nelle segrete per riflettere su ciò che ha fatto. Per Nigel trovare quella spada significherebbe realizzare il sogno di una vita, motivo per il quale ho scelto questo indirizzo di studio, allora siete nei per aiutarlo chiama Claudia per farle fare delle ricerche sul tatuaggio che ha visto sulla mano di frate Theodoric. Arrivati al negozio di Vasay, lo salvano dai monaci che lo stanno picchiando violentemente, costringendoli alla fuga; Vasay racconta loro di come Theodoric controlli il monastero istruendo i nuovi adepti al coso della spada invece che alla cultura cristiana e di Oswin che aveva cercato di cambiare il monastero per portarlo verso il XX secolo, ma non ce l'ha fatta, poiché l'abate controlla il monastero tramite la paura. Claudia richiama Sydney informandola che il simbolo si chiama Zadovar ed è collegato ad un antico scavo nei pressi del villaggio la Collina di Childric dove si dice sia sepolto Gabriele, Vasay si offre di accompagnarli per aiutare (ma non sanno che in realtà egli è un seguace di Belial). Giunti alle rovine e studiandone le posizioni i tre trovano l'ingresso della cripta dove grazie a una chiave nascosta aprono la tomba del cavaliere, ma Emil li minaccia con una pistola, ma appena entra per impossessarsi del guanto muore finendo di una trappola posta al suo interno. Scoprono che Vasay era anch'egli un monaco, con lo stesso tatuaggio, e pensano che lavorasse per Theodoric. Recuperato il guanto, Sydney e Nigel entrano furtivamente nel convento, dove trovano frate Oswin e lo liberano; questi li conduce in un'ala segreta del convento dove è custodita la spada. Scoperta la fuga di Oswin viene dato l'allarme e Theodoric insieme ai monaci e Theodoric giungono sul posto proprio quando Oswin, col guanto di San Gabriele, estrae la spada dalla pietra liberando il demonio (cosa che Sydney e Nigel non sapevano comportasse) e rivelandosi un servitore di Belial, ma contro ogni aspettativa il demone lo uccide. Sydney recupera il guanto e la spada e dopo un duro scontro riesce a uccidere il demone facendolo tornare pietra. Theodoric ammette di aver sbagliato a non dire loro la verità così come ha sbagliato con Vasay, che un tempo fu monaco, ma quando per l'adorazione verso Belial lo fece cacciare, sperando di farlo tornare sulla retta via e permettendogli di avere contatti con l'ordine, e adesso che il peggio è passato chiede a Sydney di nascondere il guanto in modo che nessuno, nemmeno lui, posso trovarlo.

## La croce della torre
- Titolo originale: Deadline
- Diretto da: John Bell
- Scritto da: Jeff King
- Altri interpreti: Tony Amoni (Anton), Robert Barr (Albert Chabot), Matthew Delamere (Jean Chabot), Peter O'Brien (Allan Devaut), Fosco Perinti (impiegato del turno di notte), Waguih Takla (van Gelden).

### Trama
Durante la prima crociata durante il saccheggio di Costantinopoli da parte dei crociati, due cavalieri templari penetrarono in una camera nascosta in cui era custodita una croce a forma di T, ma nel momento in cui uno dei cavalieri la tocca si dissolve.  
In un albergo a Parigi: Sydney viene contattata da Allan, un vecchio amico che chiede il suo aiuto per trovare la Croce della Torre - una religione che si dice fosse stata fatta per il profeta Ezechiele - entro 12 ore altrimenti morirà. La ricerca gli è stata commissionata da qualcuno che vuole a tutti costi la croce e per assicurarsi che collaborasse lo ha infettato con un virus mortale: se non gli porterà la reliquia entro mezzogiorno non avrà l'antidoto. Insieme a Nigel e Claudia devono cercare la croce, che pare dia salvezza eterna anche ai dannati, e che i templari nascosero durante il viaggio di ritorno nel 1100. L'unico inizio disponibile è un rosario templare, che Allan "rubato" al Louvre due giorni prima di essere avvelenato contagiato, ma per sapere dove i cavaliere vennero interrogati dopo essere stati catturati devono andare nella grande biblioteca templare che si trova in città; intanto Jean Chabot, l'uomo che ha organizzato tutto questo, vuole approfittare dell'offerta del padre, Albert Chabot, che si trova in fin di vita, che pentitosi delle sue azioni che lo hanno portato alla costruzione del suo impero vuole la croce per assolvere i suoi peccati, e che darà qualunque cosa a chi gli portare alla croce per mettere le mani sull'azienda altrimenti ogni cosa andrà in beneficenza. Sydney, Allan e Nigel raggiungono le rovine di un'antica prigione in rovina, mentre Claudia resta alla biblioteca per aiutarli in caso ce ne fosse bisogno, e mentre Sydney e Allan entrano Nigel resta fuori. Esplorando le celle trovano sulla parete nascosta tra le fessure una piccola croce della torre che era attaccata al rosario e su cui c'è un nuovo indizio su duplicazione della vera croce. Sfortunatamente dopo essere riusciti a uscire prima che le rovine crollassero vengono fermati da Van Galden, un altro cacciatore di reliquie nemico di Allan che come lui è stato contagiato dal virus e gli ha seguiti fin dalla biblioteca, malato anche lui, tiene Nigel in ostaggio e per evitare che gli faccia del mare sono costretti a dargli il rosario; nella colluttazione Allan viene colpito da un proiettile e si ritirano per riorganizzarsi. Interpretando la frase sulla croce dispongono la parola chiave in un ordine diverso con cui localizzano il luogo della croce. Arrivati al castello, dove Sydney trova un quadro citato da Claudia in cui lei e Allan sono raffigurati insieme come cavalieri templari, incontrano Van Galden, le cui condizioni sono peggiorate; quando queste minacce di uccidere lei e Allan, Nigel lo spinge già dall'impalcatura e Van Galden muore nella caduta. Nel frattempo il vecchio Chabot muore, senza che suo figlio ottenga ciò che vuole; mentre Sydney e Nigel trovano la croce sbloccando un antico meccanismo usando come chiave la croce del rosario, Allan corre a casa Chabot dove sfida sfida Jean per aver l'antidoto, che non intende consegnargli, nonostante Claudia cerchi di fermarlo. Fortunatamente per lui Sydney e Nigel arrivano in tempo con la croce e non appena Jean la tocca si dissolve così Allan può somministrarsi l'antidoto. 